# کونور گیبس
کونور گیبس (انگلیسی: Connor Gibbs؛ زادهٔ ۲ فوریهٔ ۲۰۰۱) یک هنرپیشه، و بازیگر سینما اهل ایالات متحده آمریکا است. وی از سال ۲۰۰۷ میلادی تاکنون مشغول فعالیت بوده‌است.